# Casa Sardagna
Casa Sardagna è un palazzo storico di Trento posto all'angolo tra via Giuseppe Mazzini e via Santa Trinità che risale al XVI secolo.

## Storia

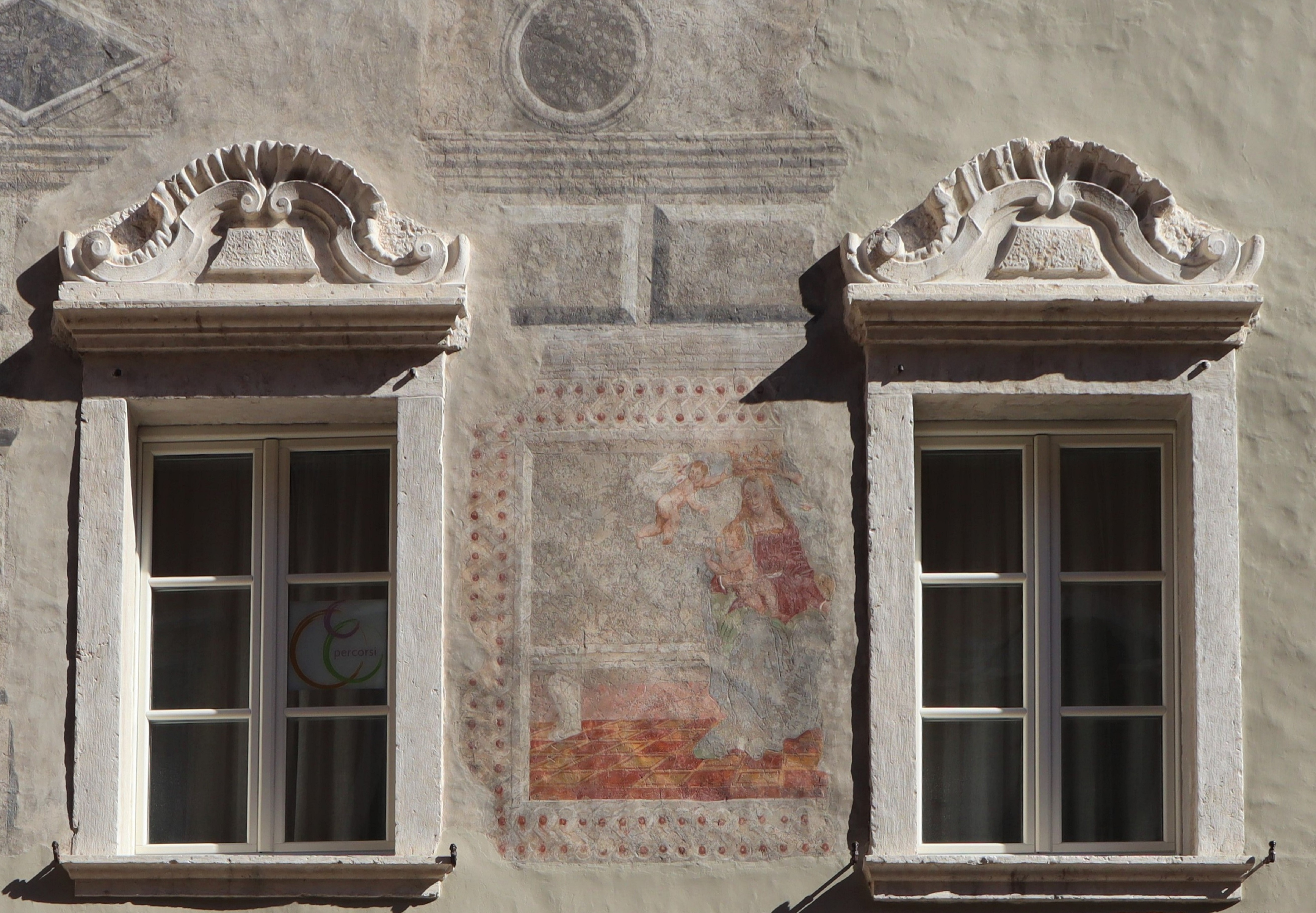
affresco raffigurante la Madonna incoronata da due angeli e il Bambino sulla facciata di via Giuseppe Mazzini.

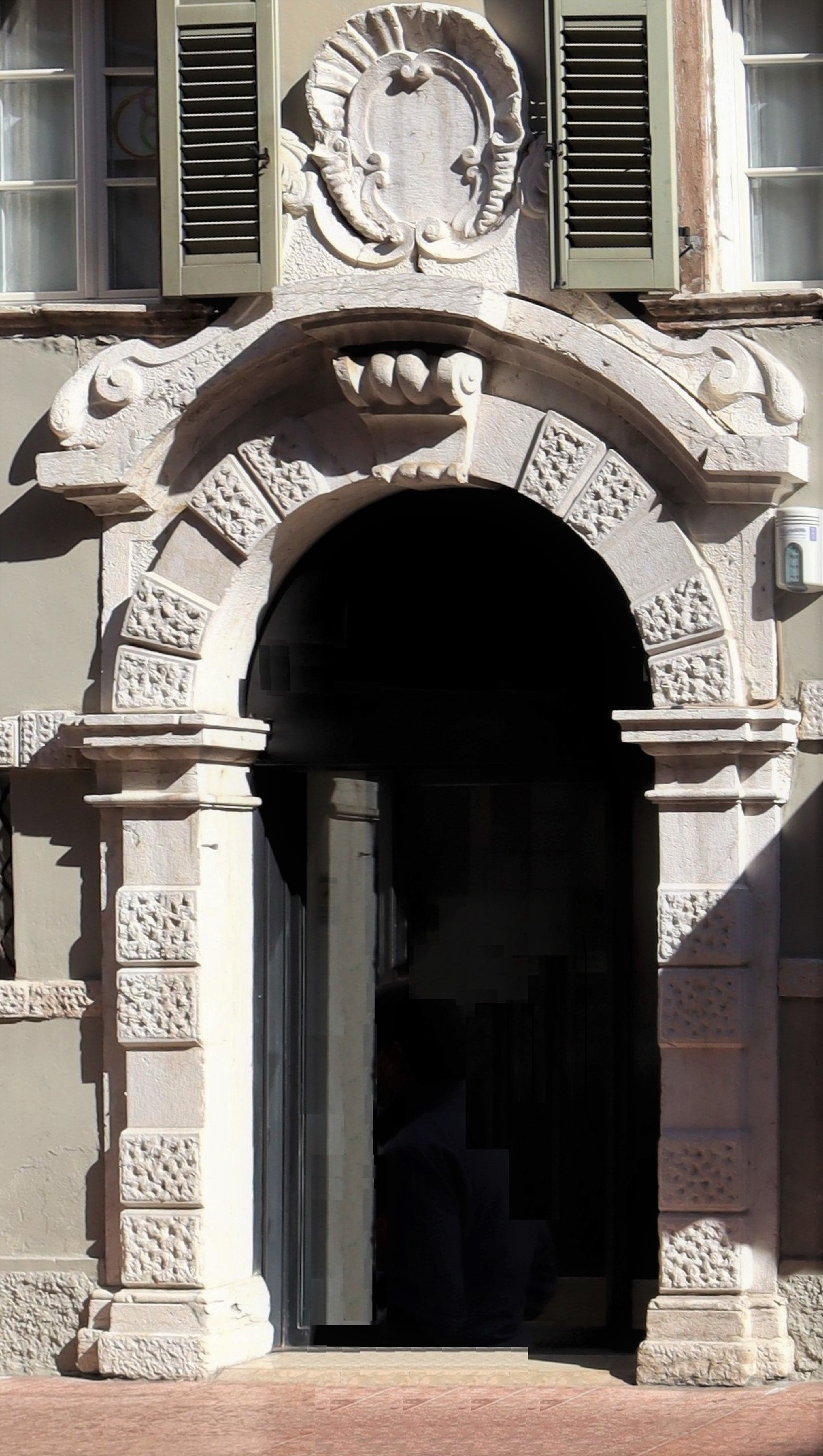
Portale.

L'edificio sorge in via Mazzini, che ancora all'inizio del XX secolo era chiamata contrada Borgonuovo ed indicava la zona della città di urbanizzazione medievale a sud, in direzione di Verona.
Il palazzo probabilmente sorge sul sito di preesistenti costruzioni e venne edificato nel XVI secolo poi ristrutturato e ricostruito due secoli più tardi. Fortemente degradato nelle sue parti strutturali e in particolare nell'impianto decorativo della facciate affrescate fu oggetto di un'importante opera di restauro e recupero a partire dalla metà degli anni settanta.

## Descrizione

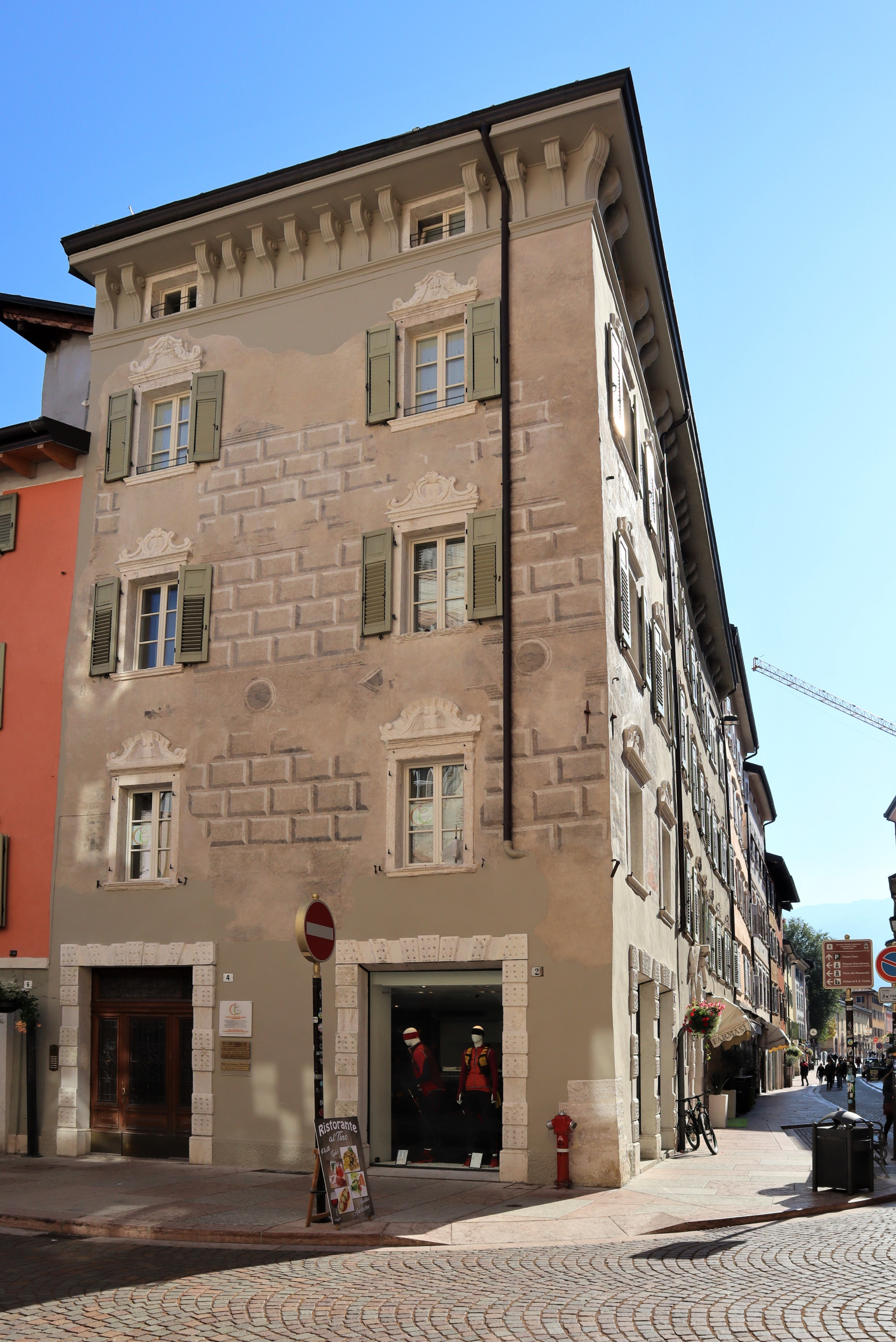
Facciata in via Santa Trinità

Appartiene al gruppo di edifici descritti come case affrescate, caratterizzate dalle loro facciate arricchite di decorazioni ad affresco.
Si sviluppa su cinque piani, il prospetto principale si affaccia su via Giuseppe Mazzini e nelle sue forme recenti risale al XVIII secolo. La facciata presenta un importante portale con cornice a bugnato e con arco a tutto sesto sormontato da un motivo ornamentale curvilineo con stemma. Al piano nobile è arricchita dall'affresco raffigurante la Madonna incoronata da due angeli e il Bambino. Il prospetto su via Santa Trinità, cioè a nord, è meno ampio e maggiormente degradato nelle sue parti decorative.